# نیک باتزنر
نیک باتزنر (آلمانی: Nick Bätzner؛ زادهٔ ۱۵ مارس ۲۰۰۰) بازیکن فوتبال اهل آلمان است. او هم‌اکنون در لیگ برتر بلژیک و باشگاه اوستنده بازی می‌کند.
وی همچنین در تیم‌های ملی فوتبال زیر ۱۸ سال آلمان، زیر ۱۹ سال آلمان، و زیر ۲۱ سال آلمان بازی کرده‌است.